# 호리우치 미쓰오

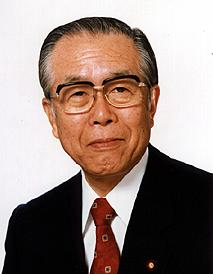
호리우치 미쓰오

호리우치 미쓰오(일본어: 堀内光雄, 1930년 1월 1일 ~ 2016년 5월 17일)는 일본의 정치인이자 기업인이다. 전 중의원 의원 (1976년~1990년) 이자 후지 급행 회장이며, 우노 내각의 노동대신, 제2차 하시모토 내각 개조내각의 통상산업대신, 자민당 총무회장을 역임하였다.

## 같이 보기
- 한일의원연맹
- 호리우치 가즈오 - 친부
- 쓰지 마사노부 - 의부
- 호리우치 고이치로 - 장남